# San Martino Sannita
San Martino Sannita (San Martino Ave Grazia Plena fino al 1873) è un comune italiano di 1 135 abitanti della provincia di Benevento in Campania.

## Geografia fisica

### Territorio
San Martino Sannita è un piccolo comune della provincia di Benevento, che con poco più di 1 000 abitanti funge da borgata periferica della vicina San Giorgio del Sannio. Il centro abitato sorge ai piedi del Colle dell'Angelo, a 450 m di quota. Tuttavia sul territorio comunale è presente una forte escursione altimetrica, si va infatti dai 344 m registrati in prossimità di Santa Maria Ingrisone (frazione del comune di San Nicola Manfredi) ai 753 m rilevati nei pressi delle Campore (quest'ultima è una contrada del comune di Torrioni). Oltre a San Martino Centro, inteso come nucleo abitato maggiore, sono presenti anche dei piccoli agglomerati nelle frazioni di Cucciano, Lentace, Mancusi, San Giacomo e Terranova.

### Clima
In generale il clima è continentale, con estati calde e secche e inverni freddi e umidi. Ma analizzandolo con attenzione ci accorgiamo che ci sono delle significative differenze all'interno dello stesso comune che scaturiscono proprio a causa della pesante escursione altimetrica. Difatti in estate le zone più alte presentano un clima decisamente meno afoso con temperature più sopportabili, così come in inverno le aree a valle godono di un clima più mite. Le precipitazioni sono quasi del tutto assenti nel periodo estivo mentre sono piuttosto frequenti nella stagione autunnale e in quella invernale. Si registrano in media un paio di nevicate all'anno, più abbondanti a partire dai 600 m di altitudine.

## Storia
Il nome di San Martino deriva da una chiesa omonima del IX secolo, e dicevasi di San Martino in Cucciano, per la località che sotto i Romani era un fundus Cocceianus, come ce n'era un altro nella Valle Caudina, oggi Bucciano.
Appartenne feudalmente prima alla Badia di Santa Sofia in Benevento, al barone di Montefusco, all'Abbazia territoriale di Montevergine e dell'Annunziata di Napoli e alla famiglia Lucarelli, che nel XVII secolo fu investita dei titoli di barone di Lentace e di barone di Mancusi. In epoca preunitaria il suo territorio appartenne alla provincia di Principato Ultra.
Chiamato San Martino Ave Gratia Plena (A.G.P.), dopo l'unità d'Italia il comune fu denominato "San Martino Sannita".

### Simboli
Lo stemma comunale e il gonfalone sono stati concessi con decreto del presidente della Repubblica del 20 aprile 1983.
sfondo d'oro, vi è raffigurato un monte all'italiana azzurro, la cui cima centrale è sormontata da una croce rossa e affiancata da due rami di palma; 
sullo sfondo azzurro della metà inferiore campeggiano un bosco d'oro, posto 
su un prato verde, e un gregge d'argento al pascolo. Ornamenti esteriori da Comune.»
 Il gonfalone è un drappo troncato di azzurro e di giallo.

## Monumenti e luoghi d'interesse
- Chiesa di San Martino Vescovo
- Monastero Benedettino del XVII secolo (Terranova; in stato di abbandono dal sisma del 1980)
- Santuario del Colle dell'Angelo (Lentace)
- Chiesa del Santissimo Rosario (Cucciano)
- Borgo antico di Cucciano di sopra

## Società

### Evoluzione demografica
Abitanti censiti

## Cultura

### Vita ecclesiale
Sul territorio comunale di San Martino Sannita sono presenti due parrocchie canonicamente istituite:
- Parrocchia di San Martino Vescovo (San Martino, Lentace, Mancusi) - parroco don Alessandro Grimaldi;
- Parrocchia dei Santi Pietro e Paolo Apostoli e Gennaro Vescovo (Terranova, S. Giacomo, Cucciano) - parroco don Mario Granata.

Ogni frazione ha la sua chiesa:
- San Martino (capoluogo): chiesa di San Martino Vescovo;
- Cucciano: chiesa dei Santi Pietro e Paolo Apostoli;
- Lentace: chiesa di San Michele Arcangelo e Santuario del Colle dell'Angelo;
- Mancusi: chiesa del Santissimo Rosario;
- San Giacomo: chiesa di San Giacomo;
- Terranova: chiesa di San Gennaro.

Dal 2010 ogni parrocchia è affidata a un parroco. Nei quattro anni precedenti la realtà era guidata da un solo sacerdote.

### Feste e tradizioni

#### Festa del santo patrono
San Martino Vescovo si festeggia l'11 novembre. La comunità si riunisce presso l'omonima chiesa per esprimere la propria devozione al Santo. Suggestiva la tradizionale processione dell'antica statua rappresentante il giovane Martino a cavallo, mentre dona parte del suo mantello a un povero.

#### Feste mariane
Il martedì dopo Pasqua e il martedì dopo Pentecoste, gli abitanti di San Martino Sannita festeggiano la Madonna di Costantinopoli, rappresentata in un antico quadro che si conserva nella chiesa di San Gennaro presso la frazione di Terranova.
La Madonna del Rosario è festeggiata la prima domenica di ottobre, quando gli abitanti della zona si ritrovano presso la chiesa di Cucciano per venerare l'antica statua.

## Economia
Fa parte della Regione Agraria n. 5 - Colline di Benevento. Ha una superficie agricola utilizzata in ettari (ha) di 90,55. Prodotti: vino, olio, tabacco, grano e frutta, bei boschi e pascoli.

## Geografia antropica

### Frazioni
Il comune è suddiviso in cinque frazioni, oltre al capoluogo San Martino: Lentace, Cucciano, San Giacomo, Terranova e Mancusi. La più recente è Terranova, fondata dai Virginiani nel secolo XV, intorno a un loro convento ivi costruito.
Lentace passò successivamente in feudo ai Verlingieri, ai Bilotta ai D'Aquino e ai Lucarelli (poi, dai primi del XIX secolo Bosco Lucarelli), che ne sono stati possessori fino all'abolizione del feudalesimo.
Mancusi apparteneva alla baronia di Montefusco, poi passò alla famiglia Verlingieri, ai Bilotta, ai D'Aquino, ai Lucarelli e ai Morra.
Tutte le frazioni, in precedenza autonome, furono riunite in un solo comune alla fine del XIX secolo.

## Amministrazione
| Periodo | Periodo   | Primo cittadino    | Partito                       | Carica  | Note |
| ------- | --------- | ------------------ | ----------------------------- | ------- | ---- |
| 1985    | 1990      | Diego Servodidio   | Democrazia Cristiana          | Sindaco |      |
| 1990    | 1993      | Giuseppe Collina   | Democrazia Cristiana          | Sindaco |      |
| 1993    | 2004      | Giuseppe Globo     | Democrazia Cristiana, PPI, DL | Sindaco |      |
| 2004    | 2009      | Michele De Figlio  | Lista civica                  | Sindaco |      |
| 2009    | 2021      | Angelo Ciampi      | Lista civica                  | Sindaco |      |
| 2022    | in carica | Angela Martignetti | Lista civica                  | Sindaco |      |